# 日本太陽エネルギー学会
一般社団法人日本太陽エネルギー学会（いっぱんしゃだんほうじんにほんたいようえねるぎいがっかい、英文名称：Japan Solar Energy Society、略称：JSES）は、1961年（昭和36年）7月に設立された「日本太陽エネルギー協会」を起源とする。1975年（昭和50年）5月に「日本太陽エネルギー学会」に発展的に改組した。2010年（平成22年）10月に「一般社団法人日本太陽エネルギー学会」に移行した。太陽エネルギー利用に関する基礎と応用に関わる会員相互の連絡・親睦および外国の研究者・研究団体との交流を図ることを目的とし、併せて科学技術の振興と研究成果の普及を図る。

## 研究部会
研究組織は部会制をとっており6つの部会が存在する。
- 太陽熱部会
- 太陽光発電部会
- 光化学・バイオマス部会
- ソーラー建築部会
- 風力・水力部会
- 100%再生可能エネルギー部会

## 委員会
- 事業委員会
- 学会誌編集委員会
- 研究発表会運営委員会
- 出版委員会
- 国際交流委員会
- 学会活性化委員会
- 学会規程委員会
- 広報委員会
- 表彰委員会

## 支部
- 関西支部

## 事業
設立目的を達成するために次の事業を行う。
1. 学会誌、ニュースレター等の発行
2. 研究会、研究発表会、講演会、講習会、見学会などの開催
3. 太陽エネルギー利用に関する海外の学術団体との情報の収集と提供
4. 太陽エネルギー利用に関する資料および情報の収集と提供
5. その他、この法人の目的を達成するために必要と認められる事業

## 学会誌
学会誌『Journal of Japan Solar Energy Society(太陽エネルギー）』は、年に6回発行される。

## 書籍・出版物
- 学会誌「太陽エネルギー」（隔月発行）
- ［改訂］新太陽エネルギー利用ハンドブック
- 持続可能エネルギー講座